# Woodstock (Nova York)
|  | Per a altres significats, vegeu «Woodstock (Nova York, lloc designat pel cens)». |

Woodstock és un municipi al comtat d'Ulster, Nova York, Estats Units, a la part nord del comtat, al nord-oest de Kingston. Es troba dins dels límits del Parc natural de Catskill. La població era de 6.287 habitants al cens del 2020, més que els 5.884 del 2010.

## Història
Woodstock va acollir nombrosos pintors de l'Escola del Riu Hudson a finals del 1800. L'Arts and Crafts va arribar a Woodstock el 1902, amb l'arribada de Ralph Radcliffe Whitehead, Bolton Brown i Hervey White, que van formar la Colònia de Byrdcliffe (Byrdcliffe Colony). El 1906 L. Birge Harrison i altres van fundar l'Escola d'Estiu de la Art Students League de Nova York a la zona, principalment per treballar la pintura de paisatge. Des d'aleshores Woodstock ha estat considerada una colònia d'artistes activa. Des del 1915 fins al 1931, la Hervey White's Maverick Art Colony hi celebrà els Festivals Maverick, "en els quals centenars d'esperits lliures es reunien cada estiu per a música, art, teatre i orgies de borratxera al bosc".
Entre 1967 i 1970 s'hi organitzaren una sèrie de Woodstock Sound-Outs a la granja de Pan Copeland, just sobre la línia de del town de Saugerties. Aquests comptaren amb grups de folk i rock com Richie Havens, Paul Butterfield, Dave van Ronk i Van Morrison i s'identificaren amb la reputació de Woodstock com a colònia d'art d'estiu. Els Sound-Outs inspirà als organitzadors del Festival de Woodstock originals a planificar el seu concert a la Winston Farm de Saugerties. "Els Sound-Outs van tenir una sensació fantàstica", va dir el productor del Festival de Woodstock Michael Lang. "I va ser al país i em va donar totes les directrius que necessitava". No obstant això, la ciutat va rebutjar el seu permís, i el Festival de Woodstock es va celebrar realment a gairebé 60 milles (97 km) a la granja de Max Yasgur a la ciutat de Bethel.

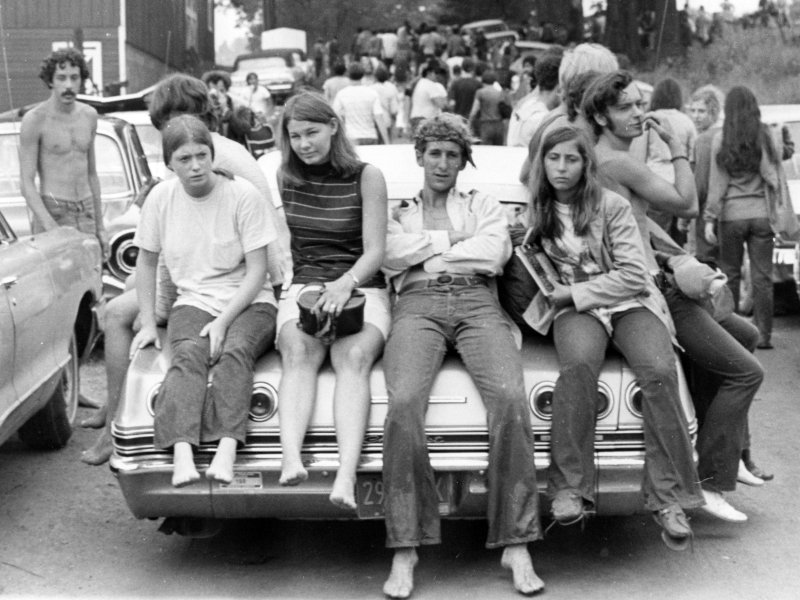
Assistents al festival de Woodstock, 1969

La Byrdcliffe Colony de 1903 és una de les colònies d'Arts i Oficis més antigues del país. .   Dugué els primers artistes a Woodstock per tal d'ensenyar i produir mobles, treballs metàl·lics, ceràmica i teixit i establí la primera escola de pintura de Woodstock. Byrdcliffe canvià per sempre el paisatge cultural de la ciutat de Woodstock.
El 1916 el filòsof i poeta utòpic Hervey White construí una "capella musical" al bosc. Aquesta es convertí en la seu del festival de música Maverick, el festival de música de cambra d'estiu més antic del país, que encara se celebra anualment. Compositors com Henry Cowell, John Cage, Robert Starrer i Peter Schickele crearen obres que hi foren estrenades. Avui en dia aquesta sala de concerts construïda a mà amb una acústica perfecta és una atracció amb múltiples estrelles al Registre Nacional de Llocs Històrics amb músics de classe mundial que hi toquen de juny a setembre. Hervey White també acollí nombrosos artistes joves a la colònia Maverick, com Lucile Blanch, Arnold Blanch, John Bernard Flannagan, Eugene Ludins i Hannah Small.

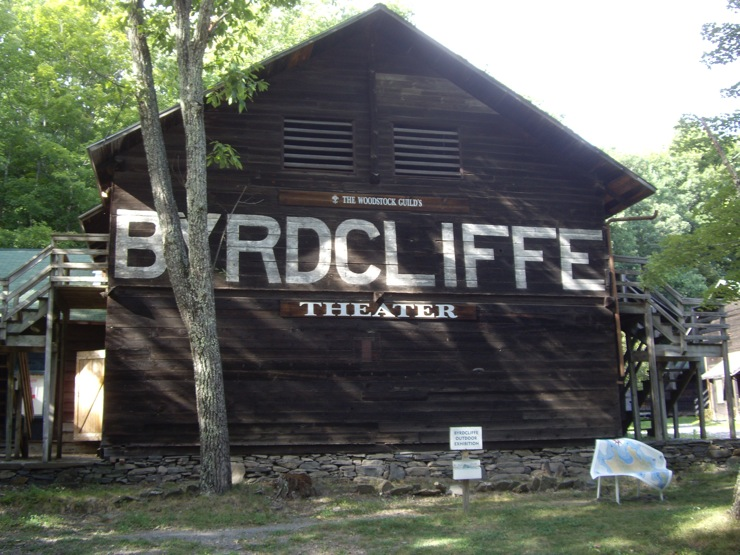
Byrdcliffe Theatre, situat als terrenys de la Byrdcliffe Arts Colony

## Educació
El districte escolar de la major part de la ciutat és el districte escolar central d'Onteora. Una part de la ciutat es troba al districte escolar central de Saugerties. Saugerties High School és l'escola secundària integral zonificada del districte de Saugerties.

## Geografia
D'acord a l'Oficina del Cens el town té una superfície total de 67.8 milles quadrades (175.7 km2)  , dels quals 67.3 milles quadrades (174.3 km2)  són terra ferma i 0.54 milles quadrades (1.4 km2)  , o el 0,80%, és aigua.
La línia nord de la ciutat fa frontera amb el comtat de Greene.
Entre les comunitats locals i punts de referència hi ha el llogaret de  Woodstock, principal centre de serveis locals del town; i Zena, un llogaret a l'est de Woodstock, a la part sud-est del town.

## Demografia
Segons el cens del 2000, la ciutat tenia 6.241 habitants, 2.946 habitatges i 1.626 famílies. La seva densitat de població era de 35,7 hab./km2. Hi havia 3.847 unitats d'habitatge amb una densitat mitjana de 22,0 hab./km2 (57,0 per milla quadrada). La composició racial de la ciutat era de 94,25% blancs, 1,30% negres o afroamericans, 0,21% nadius americans, 1,57% asiàtics, 0,02% illencs del Pacífic, 0,79% d'altres races i 1,87% de dues o més races. Els hispans o llatins de qualsevol raça eren el 2,56% de la població.
Dels 2.946 habitatges en un 21,7% hi vivien nens de menys de 18 anys, en un 44,2% hi vivien parelles casades, en un 7,9% dones solteres i en un 44,8% no eren unitats familiars. En el 35,5% dels habitatges hi vivien persones soles el 10,6% de les quals corresponia a persones de 65 anys o més que vivien soles. El nombre mitjà de persones vivint en cada habitatge era de 2,10 i el nombre mitjà de persones que vivien en cada família era de 2,71.
Per edats la població es repartia de la següent manera: un 18% tenia menys de 18 anys, un 3,7% entre 18 i 24, un 23% entre 25 i 44, un 38% entre 45 i 60 i un 17,3% 65 anys o més vell. La mitjana d'edat era de 48 anys. Per cada 100 dones hi havia 94,7 homes. Per cada 100 dones de 18 o més anys hi havia 93,1 homes.
La renda mediana per habitatge era de 49.217 $ i la renda mediana per família de 65.938 $. Els homes tenien una renda mediana de 41.500 $ mentre que les dones 33.672 $. La renda per capita de la població era de 32.133 $. Aproximadament el 6,9% de les famílies i el 10,2% de la població estaven per davall del llindar de pobresa, incloent el 12,8% dels menors de 18 anys i el 3,9% dels 65 o més.

## Galeria

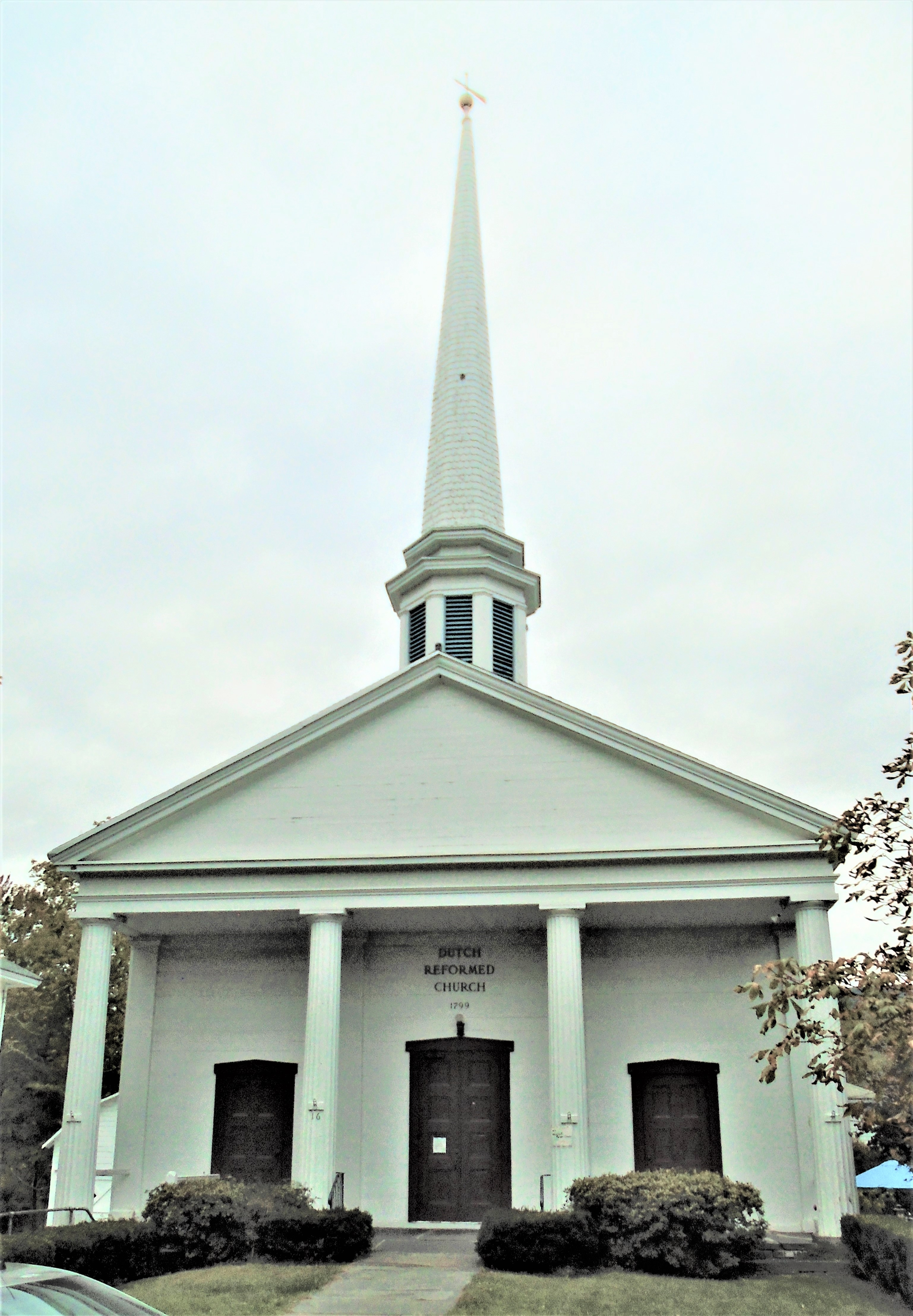
Església reformada holandesa (1799)
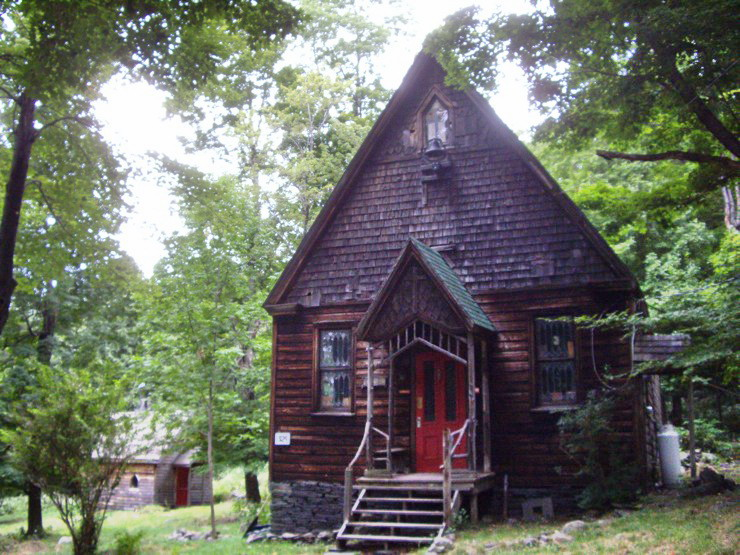
Església de la Santa Transfiguració de Crist a la Muntanya ( NRHP )
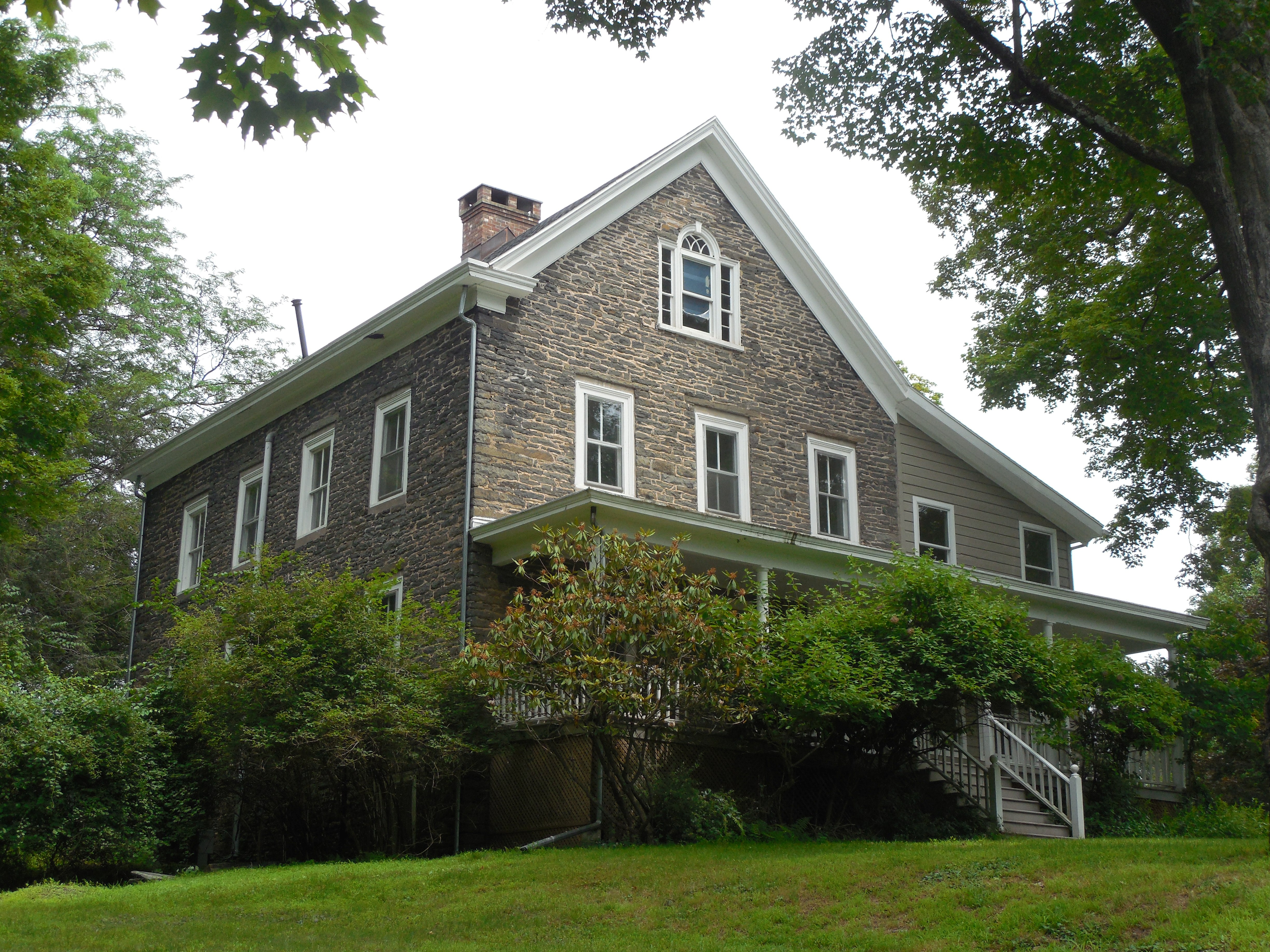
Judge Jonathan Hasbrouck House (NRHP)
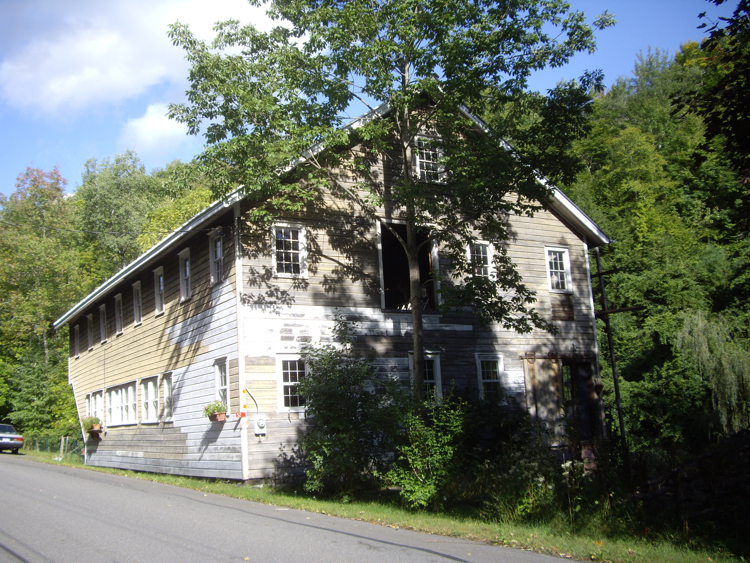
Vosburg Turning Mill Complex (NRHP)

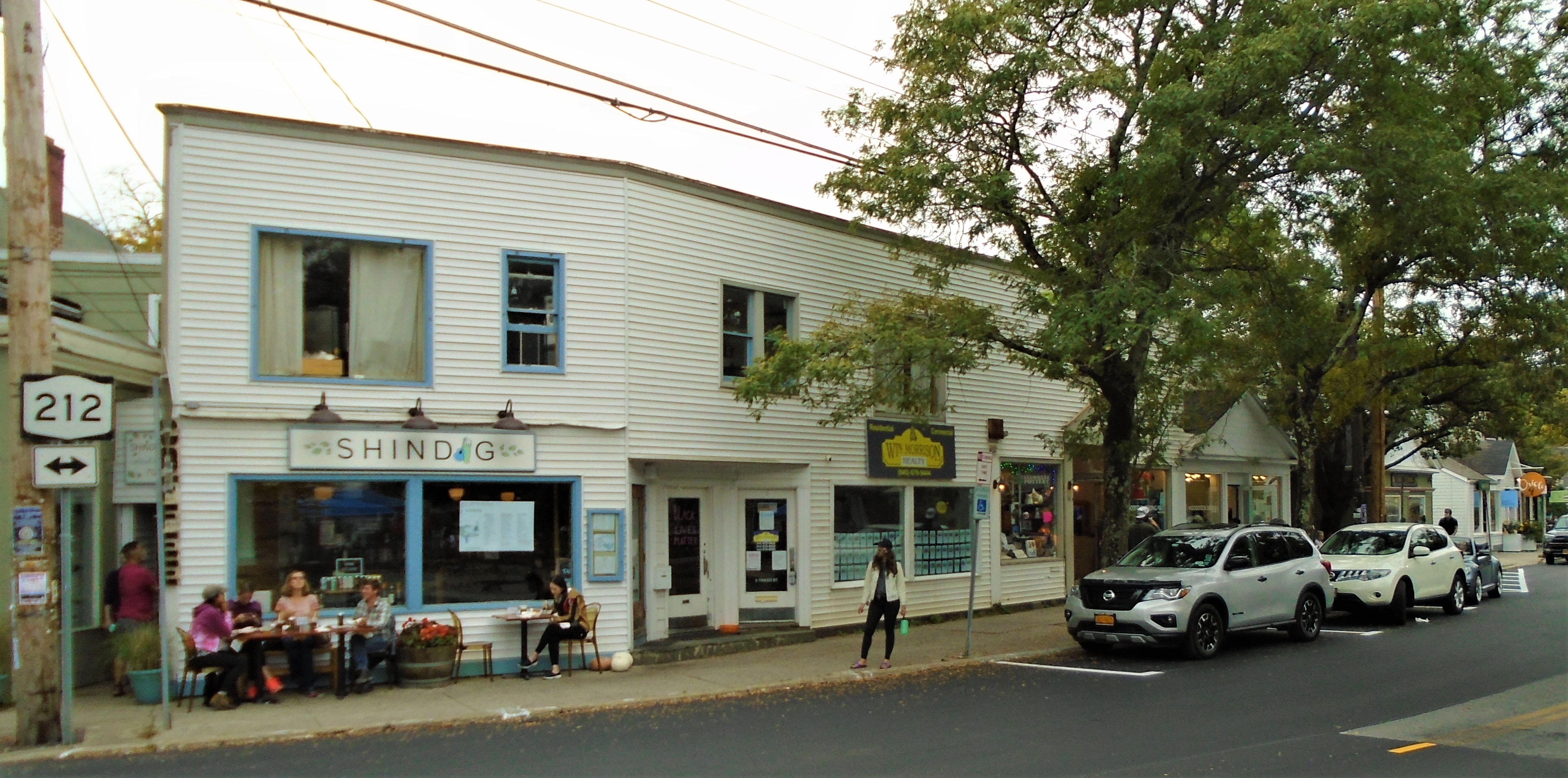
Carrer Tinker
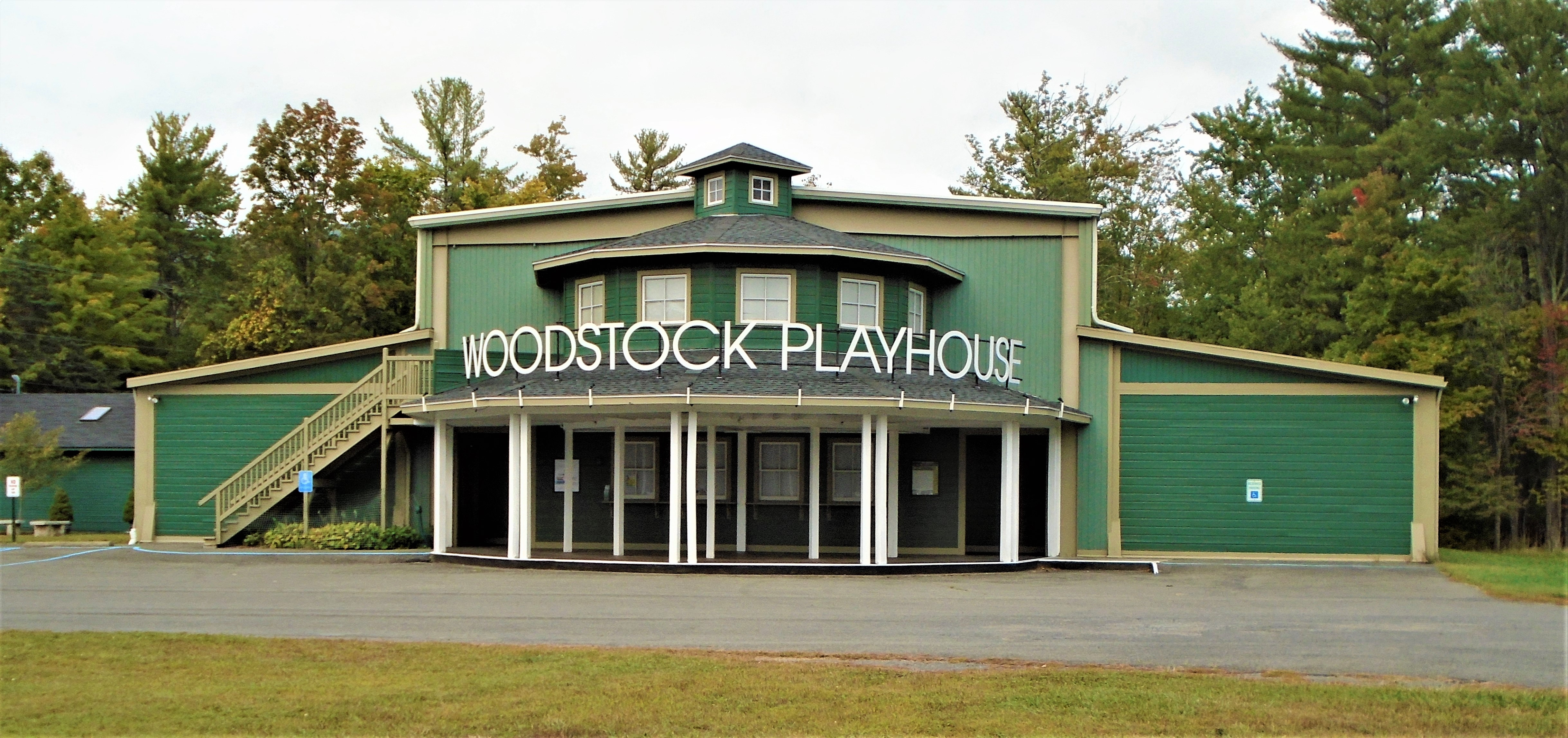
Woodstock Playhouse